# Сиссе, Карим
Кари́м Сиссе́ (фр. Karim Cissé; род. 14 ноября 2004, Конакри) — гвинейский футболист, нападающий клуба «Сент-Этьен» и сборной Гвинеи.

## Клубная карьера
Сиссе — воспитанник клуба «Лион Ла Душе». В 2020 году игрок подписал контракт с командой «Сент-Этьен». В том же году Карим начал выступать за дублирующий состав. 5 августа 2023 года в матче против «Гренобля» он дебютировал в Лиге 2.  

## Международная карьера
21 ноября 2023 года в отборочном матче чемпионата мира 2026 против сборной Ботсваны Сиссе дебютировал за сборную Гвинеи. 